# Sum 41
Sum 41 was een Canadese rock band. De band is op de 41ste dag van de zomer in 1996 opgericht, vandaar de naam. De band komt uit Ajax, Ontario. De laatste bezetting van Sum 41 was Deryck Whibley (zang, slaggitaar, keyboard), Dave "Brownsound" Baksh (leadgitaar), Jason "Cone McCaslin (basgitaar), Tom Thacker (gitaar, keyboard) en Frank Zummo (drums).
Sinds de ondertekening van een internationaal platencontract met Island Records in 1999 heeft de band zeven studioalbums, een livealbum, twee live-dvd’s en meer dan vijftien singles uitgebracht en de band verkocht meer dan tien miljoen albums wereldwijd. De band treedt vaak meer dan 300 keer per jaar op en is al voor veel prijzen genomineerd waaronder zeven Juno Awards waarvan ze er twee wonnen.

## Historie

### Begin enHalf Hour of Power(1996-2000)
Sum 41 werd opgericht door Deryck Whibley en drummer Steve Jocz nadat Whibley Jocz hem overtuigde om in zijn band te spelen. Een jaar later voegde ze leadgitarist Dave Baksh toe en na enkele bassisten completeerde Jason McCaslin het viertal.
In 1998 nam de band een demo op cassette welke ze naar platenlabels stuurden in de hoop op een contract. De demo's zijn nu erg zeldzaam omdat het de enige opnames zijn met hun originele bassist Richard Roy. Tussen 1999 en 2000 namen ze enkele nieuwe nummers op waarna hun ep Half Hour of Power uitkwam op 27 juni 2000. Hun eerste uitgebrachte single werd "Makes No Difference".

### All Killer No FillerenDoes This Look Infected?(2001-2003)
Sum 41's debuutalbum All Killer No Filler kwam uit op 8 mei 2001. "Fat Lip" werd de eerste single en is nog steeds het bekendste nummer van de band. Andere singles die uitkwamen van All Killer No Filler waren "In Too Deep" en "Motivation".
Na het grote succes van het album kon de band gaan toeren met grote bands als Blink-182 en The Offspring. In 2001 had de band meer dan 300 optredens voordat ze de studio indoken voor de opnames van het tweede album. Ze stopten met de laatste week van de tournee vanwege de aanslagen op 11 september 2001. De geannuleerde concerten werden later ingepland.
Op 26 november 2002 kwam hun tweede album Does This Look Infected? uit. Het album heeft een harder geluid en de teksten zijn serieuzer. Op de dvd Cross the T's and Gouge Your I's welke uitkwam bij de speciale versie van het album vertelt Whibley: "We willen niet nog een album maken dat klinkt als het vorige album, ik haat het als bands albums herhalen".
Het album werd platinum in Canada en goud in de Verenigde Staten, maar was niet zo succesvol als zijn voorganger. De eerste single van het album was "Still Waiting", gevolgd door "The Hell Song" en "Over My Head (Better Off Dead)". Na het uitkomen van Does This Look Infected? ging de band weer lange tijd toeren voordat ze terugkeerden in de studio's voor de opname van hun derde album.

### Chucken Congo (2004-2006)
In mei 2004 reisde de band af naar de Democratische Republiek Congo samen met War Child Canada, de Canadese tak van War Child om de Congolese Burgeroorlog te documenteren. Enkele dagen na hun aankomst braken gevechten uit in Bukavu, vlak bij het hotel waar de band verbleef. De band wachtte tot het vuren zou stoppen maar dat gebeurde niet. Charles "Chuck" Pelletier, een vredeshandhaver van de Verenigde Naties belde voor gepantserd vervoer zodat de gasten in het hotel veilig weg konden komen. Na zes uur arriveerde het vervoer en kon de band samen met veertig andere burgers in veiligheid worden gebracht.
Ter ere van Pelletier noemde de band hun derde album Chuck, dat uitkwam op 12 oktober 2004. Het is het hardste en meest serieuze album en werd goed ontvangen. Van dit album komen de singles "We're All to Blame", "Pieces", "Some Say" (alleen in Canada en Japan) en "No Reason" (alleen in Europa en de VS).
Van hun ervaringen in Congo is een documentaire gemaakt welke via de dvd Rocked: Sum 41 in Congo uitkwam.
Op 21 december 2005 kwam het livealbum Happy Life Surprise uit in Japan. Op het album staat een volledig liveconcert dat de band gaf in London, Ontario, Canada. Op 7 maart 2006 kwam deze cd ook uit in Canada onder de titel Go Chuck Yourself.

### Vertrek van Dave Baksh enUnderclass Hero(2006-2008)
Op 11 mei 2006 maakte leadgitarist Dave Baksh bekend dat hij zou vertrekken bij Sum 41 om verder te gaan met zijn nieuwe band Brown Brigade. Baksh vertelde dat hij de band verliet vanwege "creatieve verschillen" en omdat hij de muziek simpel vond om te bespelen, maar dat hij nog op goede voet stond met de band. De dag erna bevestigde Whibley het vertrek van Baksh en kondigde hij aan dat de band Baksh zou vervangen door meereizend gitarist Tom Thacker, die verder geen beslissingen mocht nemen of zou voorkomen in video's, fotosessies en albums.
Op 15 juli 2006 trad zanger Deryck Whibley in het huwelijk met zangeres Avril Lavigne.
Op 8 november 2006 begon de band met opnames voor hun vierde album. Op 18 juli 2007 kwam het album Underclass Hero uit met de singles "Underclass Hero", "Walking Disaster" en "With Me". Tijdens de tournee die volgde kreeg Whibley een rughernia waardoor hij de rest van de concerten moesten annuleren. Deze werden later alsnog gegeven.

### Greatest HitsenScreaming Bloody Murder(2008-2013)
Op 7 augustus 2008 plaatste bassist Jason McCaslin een bericht op de website van Sum 41 dat de band tijdelijk zou stoppen met optredens om andere dingen te doen. Daarna zouden ze beginnen met opnames voor het nieuwe album. McCaslin werkte in deze tijd aan het tweede album van zijn band The Operation M.D.. Steve Jocz toerde mee als drummer voor de band The Vandals en Whibley toerde met zijn toenmalige vrouw Avril Lavigne.
Op 26 november 2008 kwam het greatest hits-album van de band in Japan uit: 8 Years of Blood, Sake and Tears. Het album bevatte een nieuw nummer, "Always", en een dvd met muziekvideo's. Op 17 maart 2009 besloot de band het greatest hits-album wereldwijd uit te brengen met een andere hoes en een andere titel: All the Good Shit: 14 Solid Gold Hits 2000-2008.
In juli 2009 werd bekend dat de nieuwe leadgitarist Tom Thacker zou deelnemen aan het schrijven en opnemen van het nieuwe album. De band werd ook bekendgemaakt om mee te toeren met de Warped Tour 2010, de vierde keer dat Sum 41 dit ging doen. In oktober 2009 scheidden Whibley en Lavigne, maar ze blijven vrienden. Op 12 juni 2010 maakte Whibley bekend dat het album voor "99% klaar is".
Het album draagt voorlopig de titel Screaming Bloody Murder en is verwacht om uit te komen in eind 2010 of begin 2011. In april 2010 was Sum 41 weer in de buurt en speelden ze op het Groezrock Festival in Meerhout waar ook andere grote namen stonden zoals Bad Religion, AFI, Parkway Drive en Zebrahead.
De band heeft opgetreden tijdens de Warped Tour van 2010 maar moesten enkele data annuleren vanwege een verschoven wervel in de rug van Whibley waardoor hij in het ziekenhuis moest worden opgenomen. Dit kwam nadat hij was aangevallen in een bar in Japan voor hun concerten op het Summer Sonic festival in Japan. Whibley mocht eigenlijk niet optreden maar deed dit toch... gevolg: de rest van de Warped Tour moest afgezegd worden.
Hierdoor kwam ook hun Europese tournee in het gedrang. Whibley verbeet de pijn en ze toerden toch in september door Europa met als tweede halte Crammerock in Stekene. Deze tournee werd Pain For Pleasure weinig gespeeld omdat Whibley niet kon drummen. Wanneer ze het toch speelden, drumde iemand anders en speelde Whibley gitaar. In oktober, november en december 2010 nam Sum 41 deel aan de Eastpak Antidote Tour. Deze werd op 8 november in Brussel verwacht en op 5 november in Tilburg. Op 29 maart 2011 verscheen het vijfde album, Screaming Bloody Murder. De voorloper van het album, de titeltrack Screaming Bloody Murder, kwam uit op 7 februari.
15 juni kondigde de band aan dat de tweede single van hun nieuw album "Baby, You Don't Wanna Know" zou worden. Omdat de muziekvideo voor "Screaming Bloody Murder" niet kon worden uitgebracht wegens problemen met het label, besloot de band om de video voor "Baby, You Don't Wanna Know" uit te brengen. Op 24 februari 2012 liet de band weten dat ze binnen enkele dagen een video gingen opnemen voor "Blood in My Eyes". Dit zou dan meteen de derde single worden van het nieuwste album.

### 13 Voices, Steve Jocz's vertrek, Frank Zummo's aankomst en Dave Baksh's terugkeer (2013-2018)
Van maart to april 2013 was de band de co-headliner voor the Dead Silence Tour met Billy Talent. Op 18 april 2013 kondigde drummer Steve Jocz aan dat hij de band heeft verlaten. 
Op 16 mei 2014 plaatste Deryck Whibley op zijn website dat hij ernstige nier- en leverschade had opgelopen door het overmatig drinken van alcohol. Hij gaf ook aan dat hij nieuwe ideeën had voor nieuw muziek en dat zou beginnen met werken aan een nieuw album. Op 9 juni 2014, kondigde Deryck aan dat ze begonnen zijn met het opnemen van een nieuwe album in zijn huisstudio.
Op 23 juli 2015 speelde de band een comeback tour bij de Alternative Press Awards, met voormalig gitarist Dave "Brownsound" Baksh, die weer lid van de band was geworden na 9 jaar afwezig te zijn. De band's set bevatte ook rapper Darryl McDaniels als speciale gast. De tour kondigde ook aan dat drummer Frank Zummo van Street Drum Corps de nieuwe drummer van Sum 41 is. De band kondigde Brownsound's officiële terugkeer aan op 14 augustus 2015.
De band trad op tijdens de Warped Tour van 2016. Op 11 mei 2016 kondigde de band aan dat ze een contract ondertekend hadden bij Hopeless Records. De band kondigde op 6 juni 2016 de titel van het zesde album aan als 13 Voices, die op 7 oktober 2016 uitkwam. Het eerste liedje van het nieuwe album, "Fake My Own Death", kwam uit op 28 juni 2016. Het album's eerste officiële single, "War" kwam uit op 25 augustus 2016. Op 29 september 2016 was het liedje "God Save Us All (Death To Pop)" uitgekomen. IMPALA bekroonde de album met het dubbelgoude prijs, nadat het 150,000 exemplaren had verkocht in Europa.
Op 29 september 2016 werd aangekondigd dat de band de headliner zou zijn van Kerrang! Tour. Van oktober 2016 tot augustus 2017 ging de band op hun Don't Call It a Sum-Back Tour ter ondersteuning van 13 Voices. De band speelde bijna 100 shows in Amerika, Europa, en Azië. De band nodigde fans uit om een videoclip op te nemen voor "Goddamn I'm Dead Again", die op 3 mei 2017 werd uitgebracht. In april 2017 was de band co-headliner van de Canadese Tour van 2017 met Papa Roach. Van april tot mei 2017 was de band co-headliner van de We Will Detonate Tour met Pierce the Veil.
Op 22 oktober 2017 maakte de Facebook-pagina van de band bekend dat Whibley was begonnen met het schrijven van nieuwe nummers. De groep begon in 2018 aan een 15-jarig jubileumtournee van Does This Look Infected.

### Order In Decline(2019-2021)
Van april tot mei 2019 begon de band aan een intieme tour genaamd de No Personal Space Tour. In april 2019 kondigde de band via sociale media zijn terugkeer aan met nieuwe muziek. Op 24 april 2019 brachten ze de single "Out for Blood" uit via Hopeless Records. Op dezelfde dag kondigde de band ook hun zevende studioalbum aan, Order in Decline, met een vaste releasedatum van 19 juli 2019. De tweede single van het album "A Death in the Family" werd samen met een videoclip uitgebracht op 11 juni 2019. Op 18 juni 2019 werd "Never There" uitgebracht als de derde single, samen met een video. Op 8 juli 2019 bracht de band "45 (A Matter of Time)" uit als vierde single, samen met een video. 
Op 18 juli 2019 voerde de band een medley van Metallica-nummers uit, waaronder "For Whom The Bell Tolls", "Enter Sandman" en "Master of Puppets" in de Sirius XM-studio's. In september 2019 begon de band aan een Noord-Amerikaanse tour genaamd de Order in Decline Tour. Naast het ondersteunen van Order in Decline, werd de tour ook gedaan ter ondersteuning van de 15e verjaardag van hun studioalbum Chuck. 
Van november tot december 2019 ging de band samen met The Offspring op een co-headliner-tour. Op 28 mei 2021 bracht de band een versie uit van "Catching Fire" met Nothing,Nowhere, samen met een videoclip.

### Heaven :x: Hellen ontbinding (2022-heden)
Op 22 februari 2022 kondigde de band een Amerikaanse tour aan met Simple Plan, de Blame Canada-tour genaamd, die van april tot augustus 2022 duurde.
Op 23 maart 2022 kondigde de band hun achtste en laatste studioalbum aan, Heaven :x: Hell, dat een dubbelalbum zal worden. Heaven keert terug naar het poppunkgeluid uit de vroege carrière van de band, terwijl Hell een voortzetting is van het recentere heavy metal-geluid van de band.
Op 22 februari 2023 werd aangekondigd dat de band zou spelen op When We Were Young op 22 oktober 2023.
Op 8 mei 2023 kondigde de band aan dat ze uit elkaar zouden gaan na de release van Heaven :x: Hell en een wereldwijde headliner-tour. De tour begon op 12 januari 2024 in Jakarta, Indonesië, en eindigde op 30 januari 2025 in de Scotiabank Arena in Toronto, Ontario, Canada.
Op 16 september 2023 werd Deryck Whibley opgenomen in het ziekenhuis vanwege COVID-19 en longontsteking, wat leed tot hartfalen. Hij werd op 20 september ontslagen uit het ziekenhuis. Ondanks dat hij uit het ziekenhuis werd ontslagen zei Deryck dat hij "nog niet uit het bos was", maar wel positief blijft. Op 24 september 2023 startte de band een website waarop staat "Something's coming".
De eerste single van het album, getiteld "Landmines" kwam op 27 september 2023 uit. Het nummer is een terugkeer naar het poppunkgeluid uit de vroege carrière van de band, wat betekent dat het deel is van de Heaven-kant op het album. De tweede single, "Rise Up", kwam op 12 december 2023 uit. Het is een heavy metal liedje, wat betekent dat het deel is van de Hell-kant op het album. Het album komt naar verwachting op 29 maart 2024 uit. De derde single, "Waiting On a Twist of Fate", kwam op 22 februari 2024 uit. Het is een pop-punk liedje, wat betekent dat het deel is van de Heaven-kant op het album. De laatste single, "Dopamine", was op 29 maart uitgebracht, dezelfde datum als het album.
De CD en vinyl van het album kwam op 15 maart 2024 uit in Nederland en België, precies twee weken vóór de officiële wereldwijde release.
De band stopte nadat ze ingewijd waren in de Canadese muziek hall of fame tijdens de 54e jaarlijkse Juno Awards. Dit gebeurde op 30 maart 2025. Nadat de band was ingewijd in de Canadese muziek hall of fame hadden ze 1 allerlaatste muziekvideo uitgebracht voor het liedje "Radio Silence" op 1 april 2025.

## Samenwerkingen
Sum 41 heeft met veel rock en metal artiesten bands samengewerkt, zowel in de studio als live, waaronder: Gob, Linkin Park, Metallica, Tommy Lee van Mötley Crüe, Kerry King van Slayer, Tenacious D, Iggy Pop, Rob Halford van Judas Priest, Bowling for Soup, Pennywise, Taka van One Ok Rock, Unwritten Law en Nothing,Nowhere. 
Naast rock en metal artiesten en bands hebben ze ook met rappers samengewerkt, waaronder: Ludacris, MC Shan, DMC en Ja Rule.

## Leden

### Laatste bezetting
- Deryck Whibley - zang, slaggitaar (1997-2025), keyboard (2004-2025), leadgitaar (1996-1997, 2006-2009), achtergrondzang (1996-1996)
- Dave "Brownsound" Baksh - leadgitaar, achtergrondzang (1997-2006, 2015-2025)
- Jason "Cone" McCaslin - basgitaar, achtergrondzang (1999-2025)
- Tom Thacker - leadgitaar, achtergrondzang (2009-2025; 2007-2009 als tourlid), slaggitaar (2015-2025), keyboard (2016-2025)
- Frank Zummo - drums (2015-2025)

### Voormalige leden
- Steve Jocz - drums, achtergrondzang (1996-2013)
- Jon Marshall - zang, slaggitaar (1996-1997), basgitaar (1996)
- Grant McVittie - basgitaar, achtergrondzang (1996)
- Richard "Twitch" Roy - basgitaar, achtergrondzang (1996-1998)
- Mark Spicoluk - basgitaar, achtergrondzang (1998-1999)

## Discografie

### Albums
| Album met eventuele hitnotering(en) in de Nederlandse Album Top 100 | Datum van verschijnen | Datum van binnenkomst | Hoogste positie | Aantal weken | Opmerkingen                                               |
| ------------------------------------------------------------------- | --------------------- | --------------------- | --------------- | ------------ | --------------------------------------------------------- |
| Rock Out with Your Cock Out                                         | 1998                  | -                     |                 |              | Demo Enige uitgave met Richard Roy                        |
| Half Hour of Power                                                  | 27-06-2000            | -                     |                 |              | EP Eerste uitgave met Jason McCaslin                      |
| All Killer No Filler                                                | 08-05-2001            | 20-10-2001            | 69              | 15           | Debuutalbum                                               |
| Does This Look Infected?                                            | 25-11-2002            | -                     |                 |              |                                                           |
| Does This Look Infected Too?                                        | 2003                  | -                     |                 |              | Live EP                                                   |
| Chuck                                                               | 12-10-2004            | -                     |                 |              |                                                           |
| Go Chuck Yourself                                                   | 21-12-2005            | -                     |                 |              | Livealbum Laatste album met Dave Baksh                    |
| Underclass Hero                                                     | 18-07-2007            | -                     |                 |              |                                                           |
| All the Good Shit                                                   | 17-03-2009            | -                     |                 |              | Verzamelalbum                                             |
| Screaming Bloody Murder                                             | 28-03-2011            | 02-04-2011            | 100             | 1            | Laatste album met Steve Jocz Eerste album met Tom Thacker |
| 13 Voices                                                           | 07-10-2016            | 15-10-2016            | 69              | 1            | Terugkeer van Dave Baksh Eerste album met Frank Zummo     |
| Order in Decline                                                    | 19-07-2019            | 27-07-2019            | 77              | 1            |                                                           |
| Heaven :x: Hell                                                     | 29-03-2024            | -                     |                 |              | Dubbelalbum Laatste album                                 |

| Album met hitnotering(en) in de Vlaamse Ultratop 200 albums | Datum van verschijnen | Datum van binnenkomst | Hoogste positie | Aantal weken | Opmerkingen |
| ----------------------------------------------------------- | --------------------- | --------------------- | --------------- | ------------ | ----------- |
| All killer No Filler                                        | 2001                  | 15-12-2001            | 11              | 25           |             |
| Does This Look Infected?                                    | 2002                  | 14-12-2002            | 49              | 1            |             |
| Chuck                                                       | 2004                  | 23-10-2004            | 84              | 2            |             |
| Underclass Hero                                             | 2007                  | 11-08-2007            | 85              | 1            |             |
| Screaming Bloody Murder                                     | 2011                  | 16-04-2011            | 75              | 2*           |             |

### Singles
| Single met eventuele hitnotering(en) in de Nederlandse Top 40 | Datum van verschijnen | Datum van binnenkomst | Hoogste positie | Aantal weken | Opmerkingen              |
| ------------------------------------------------------------- | --------------------- | --------------------- | --------------- | ------------ | ------------------------ |
| Fat Lip                                                       | 2001                  | 27-10-2001            | 38              | 2            | #43 in de Single Top 100 |
| In too deep                                                   | 2002                  | 09-03-2002            | 39              | 2            | #41 in de Single Top 100 |
| What we're all about                                          | 17-06-2002            | 22-06-2002            | tip12           | -            | #71 in de Single Top 100 |

| Single met hitnotering(en) in de Vlaamse Ultratop 50 | Datum van verschijnen | Datum van binnenkomst | Hoogste positie | Aantal weken | Opmerkingen |
| ---------------------------------------------------- | --------------------- | --------------------- | --------------- | ------------ | ----------- |
| Fat lip                                              | 2001                  | 10-11-2001            | 41              | 4            |             |
| In too deep                                          | 2002                  | 16-02-2002            | 36              | 3            |             |
| Still waiting                                        | 25-11-2002            | 11-01-2003            | 49              | 1            |             |
| The hell song                                        | 2003                  | 22-02-2003            | tip9            | -            |             |

## Trivia
- Sum 41 heette eerder Kaspir en was een coverband van NOFX-liedjes.
- Het eerste liedje dat ze schreven, heet "Five-o-Grind". Het gaat over een beveiliger die hun bleef lastigvallen terwijl ze aan het skateboarden waren.
- Sum 41 is opgericht door zanger en slaggitarist Deryck Whibley en de eerste basgitarist, Grant McVittie.
- Deryck was aanvankelijk leadgitarist en achtergrondzanger van Sum 41. De eerste leadzanger en slaggitarist was Jon Marshall.
- Het enige nummer waarin Jon te horen valt, is "My Future".
- De demotape Rock Out with Your Cock Out is de enige uitgave met tweede basgitarist Richard "Twitch" Roy.
- Richard stapte uit de band na een auto-ongeluk. Hij werd vervangen door Mark Spicoluk.
- Nadat de eerste zanger en slaggitarist Jon Marshall uit Sum 41 ging, richtte hij een nieuwe band op, Closet Monster.
- Steve Jocz schreef het nummer "Pain For Pleasure" in 10 minuten op het toilet.
- Het liedje "Crazy Amanda Bunkface" gaat over Deryck's ex-vriendin.
- Elke bandlid heeft het nummer 41 getatoeëerd op hun rechterarm.
- De band speelde meer dan 300 live-concerten in 2001.
- Does This Look Infected? is geschreven en opgenomen in maar 6 weken.
- Het liedje "The Hell Song" gaat over een vriendin van de band die HIV had.
- Het liedje "A.N.I.C." heette eerst officieel "Asshole".
- "A.N.I.C" gaat over Anna Nicole Smith. Het is de afkorting voor Anna Nicole Is a Cunt.
- Het nummer "What We're All About" is te horen in de 2002 film Spider-Man.
- Het nummer "88" heet zo omdat het een tempo van 88 tellen per minuut heeft.
- Tom Thacker was eerst tourlid voordat hij officieel lid werd van Sum 41.
- Deryck heeft elke album vanaf Underclass Hero zelf geproduceerd.
- Deryck wilde dat het album Underclass Hero origineel klonk, dus schreef hij liedjes met een persoonlijke tekst.
- Het nummer "Underclass Hero" heeft hetzelfde refrein als "Subject To Change", een bonustrack van Chuck.
- Het liedje "King of Contradiction" gaat over voormalig bandmanager Greig Nori.
- Het verzamelalbum All the Good Shit heet in Japan 8 Years of Blood, Sake, and Tears.
- Hun vijfde studioalbum Screaming Bloody Murder was eerst bedoeld om een EP te worden in plaats van een volledig studioalbum.
- Het nummer "Crash" gaat over een vriend van Deryck die overleed in een auto-ongeluk.
- De band kondigde op 8 mei 2023 aan dat ze uit elkaar gaan. Dit is precies 22 jaar na het verschijnen van hun debuutalbum All Killer No Filler.
- De eerste single van Heaven :x: Hell, getiteld "Landmines", is het eerste pop-punknummer van de band sinds hun vierde studioalbum Underclass Hero.
- Heaven :x: Hell is het eerste album sinds Chuck dat niet alleen door Deryck is geproduceerd. Mike Green hielp de band tijdens de productie.